# Sasahara Yoshimi
Yoshimi Sasahara (sinh ngày 2 tháng 4 năm 1974) là một cầu thủ bóng đá người Nhật Bản.

## Sự nghiệp câu lạc bộ
Yoshimi Sasahara đã từng chơi cho Honda, Kawasaki Frontale và Sagan Tosu.